# 殷宗文
殷 宗文（いん そうぶん, 1932年 - 2003年3月28日）は、台湾の軍人、政治家。上将。元総統府資政。李登輝政権時代、国家安全局長、国家安全会議秘書長を務め、1996年の台湾海峡危機と1996年及び2000年の総統選挙時の国家と社会の安定に功績があった。

## 経歴

### 軍歴
江蘇省東海出身。陸軍軍官学校25期卒業。軍事教育・訓練のために西ドイツに派遣され、帰国後の1970年、中校、営長（大隊長）に昇進。その後、三軍大学戦争学院正規班65年班を卒業し、上校に昇進、旅長、師長、国防部作戦助理次長、軍団参謀長、澎防部司令を歴任した。

### 情報部門
1989年、軍事情報局長に任命され、国家安全保障・情報工作分野に入った。軍事情報局長在任時、龍騰・復華・宏展・突穿・先知の5専案を計画した。特に復華専案は、情報要員を大陸に派遣し、1年以上の長期に渡り潜伏させ、スリーパーとして活用する計画だった。
1993年、満60歳となり退役する際、李登輝総統により国家安全局副局長に任命され、局長の宋心濂を補佐した。同年8月、宋心濂の後を継いで、国家安全局長となり、上将に昇進した。1999年、国家安全会議秘書長。

### その後
2000年の政権交代後に解任され、総統府資政に招聘された。2002年、監察院の弾劾により資政を辞任。
2003年3月28日、肺癌のため台北栄民総医院で死去。